# Occupation de Constantinople
Première Guerre mondiale
L'occupation de Constantinople est l'occupation de la ville de Constantinople par les troupes françaises, britanniques et italiennes, du 13 novembre 1918 au 6 octobre 1923. Elle fait suite à l'armistice de Moudros qui met fin à la participation de l'Empire ottoman à la Première Guerre mondiale.

## Historique

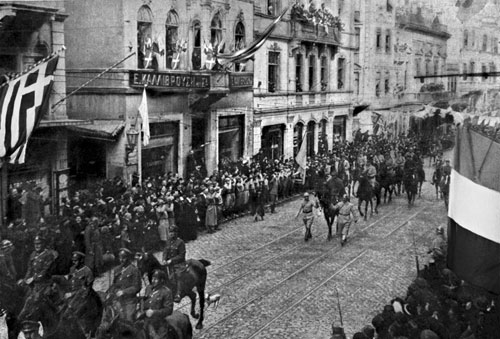
Troupes alliées défilant dans la Grande Rue de Péra

Le 13 novembre, une flottille de navires alliés apparait devant la ville et débarque des troupes  françaises, britanniques et italiennes qui occupent les casernes, les hôtels, les écoles françaises et italiennes et les hôpitaux.
La victoire de l'armée turque au cours de la guerre d'indépendance turque conduit à la reconnaissance internationale de la Turquie et au Traité de Lausanne en juillet 1923.
Les dernières troupes étrangères quittent la ville le 2 octobre 1923 et l'armée turque en prend possession le 6.

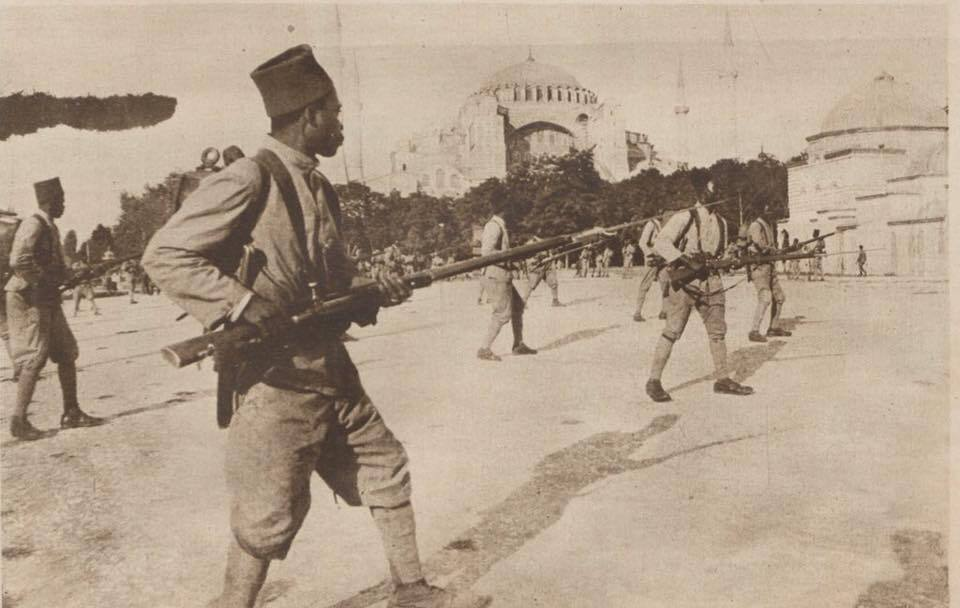
Tirailleurs sénégalais lors d'un exercice militaire sur la place du Sultan-Ahmet en 1919